# الأمين العام لحلف الناتو
الأمين العام لحلف الناتو دبلوماسي يشغل منصب المسؤول العام في الناتو. وهو المسؤول عن تنسيق عمل التحالف، الأمين العام الحالي هو ينس ستولتنبرغ، رئيس وزراء النرويج السابق، تولى منصبه في 1 أكتوبر 2014.

## خلفية تاريخية
تتطلب المادة 9 من معاهدة شمال الأطلسي من أعضاء الناتو «إنشاء مجلس يمثل فيه كل منهم». وبناءً عليه، تم تشكيل مجلس شمال الأطلسي. في البداية، كان المجلس يتألف من وزراء خارجية أعضاء الناتو ويجتمع سنويًا. في مايو 1950، أدت الرغبة في تنسيق أوثق على أساس يومي إلى تعيين نواب في المجلس، مقرهم بشكل دائم في لندن والإشراف على أعمال المنظمة. مُنح النواب سلطة اتخاذ القرار الكاملة داخل مجلس شمال الأطلسي، لكن عملهم استكمل باجتماعات عرضية لوزراء خارجية الناتو. وكلف رئيس النواب «بإدارة التنظيم وعمله» بما في ذلك جميع أجهزته المدنية.
اجتمع نواب المجلس لأول مرة في 25 يوليو 1950، واختاروا تشارلز سبوفورد، نائب الولايات المتحدة، كرئيس لهم. العديد من التغييرات التنظيمية المهمة أعقبت بسرعة إنشاء نواب المجلس، وأبرزها إنشاء قيادة عسكرية موحدة تحت قيادة واحدة أعلى لقائد الحلفاء. أدى هذا التوحيد والتحديات المتزايدة التي تواجه الناتو إلى نمو سريع في مؤسسات المنظمة وفي عام 1951، تمت إعادة تنظيم الناتو لتبسيط بيروقراطية الناتو وجعلها مركزية. وكجزء من المنظمة، تم تفويض نواب المجلس بسلطة تمثيل حكوماتهم في جميع الأمور، بما في ذلك تلك المتعلقة بالدفاع والتمويل، وليس الشؤون الخارجية فقط، مما زاد من سلطتهم وأهميتهم بشكل كبير.
مع زيادة سلطة المندوبين، وتزايد حجم المنظمة، أنشأ الناتو لجنة المجلس المؤقتة، برئاسة أفيريل هاريمان. أنشأت هذه المجموعة سكرتارية رسمية في باريس لقيادة بيروقراطية الناتو. كما أوصت اللجنة بأن «وكالات الناتو بحاجة إلى التعزيز والتنسيق»، وشددت على الحاجة إلى شخص آخر غير رئيس مجلس شمال الأطلسي ليصبح القائد الأعلى للحلف. في فبراير 1952، أنشأ مجلس شمال الأطلسي وفقًا لذلك منصب الأمين العام لإدارة جميع الوكالات المدنية للمنظمة، والسيطرة على موظفيها المدنيين، وخدمة مجلس شمال الأطلسي.
بعد مؤتمر لشبونة، بدأت دول الناتو في البحث عن شخص يمكنه شغل منصب الأمين العام. عُرض المنصب لأول مرة على أوليفر فرانكس، السفير البريطاني لدى الولايات المتحدة، لكنه رفض. في 12 مارس 1952، اختار مجلس شمال الأطلسي هاستينغز إسماي، وهو جنرال من الحرب العالمية الثانية، ووزير الدولة لعلاقات الكومنولث في مجلس الوزراء البريطاني أمينًا عامًا. على عكس الأمناء العامين اللاحقين الذين عملوا كرئيس لمجلس شمال الأطلسي، تم تعيين هاستينغز إسماي نائب رئيس المجلس، مع استمرار تشارلز سبوفورد في العمل كرئيس. تم اختيار هاستينغز إسمايبسبب رتبته العالية في الحرب ودوره «إلى جانب تشرشل... في أعلى مجالس الحلفاء.» بصفته جنديًا ودبلوماسيًا، كان يُعتبر مؤهلاً بشكل فريد لهذا المنصب، ويتمتع بالدعم الكامل من جميع دول الناتو.
بعد عدة أشهر، بعد تقاعد سبوفورد من الناتو، تم تغيير هيكل مجلس شمال الأطلسي قليلاً. تم اختيار أحد أعضاء المجلس سنويًا كرئيس لمجلس شمال الأطلسي (دور احتفالي إلى حد كبير)، وأصبح الأمين العام رسميًا نائب رئيس المجلس، بالإضافة إلى رئاسة اجتماعاته. شغل إسماي منصب الأمين العام حتى تقاعده في مايو 1957.
بعد تقاعد إسماي، تم اختيار بول هنري سباك، الدبلوماسي الدولي ورئيس الوزراء السابق لبلجيكا، كأمين عام ثان. على عكس إسماي، لم يكن سباك يتمتع بخبرة عسكرية، لذا فإن تعيينه يمثل «إلغاء التأكيد على الجانب العسكري البحت للحلف.»  عند تأكيد تعيين سباك في ديسمبر 1956 خلال جلسة لوزراء خارجية الناتو، مجلس شمال الأطلسي كما وسع دور الأمين العام في المنظمة. نتيجة لأزمة السويس إلى حد كبير، والتي أدت إلى توتر العلاقات بين أعضاء التحالف، أصدر المجلس قرارًا بالسماح للأمين العام «بعرض ضباطه الجيدين بشكل غير رسمي في أي وقت على الحكومات الأعضاء المتورطة في نزاع وبموافقتهم على بدء أو تسهيل إجراءات التحقيق أو الوساطة أو التوفيق أو التحكيم».

### قائمة حاملي المنصب
اختارت دول الناتو أول أمين عام لها في 4 أبريل 1952. ومنذ ذلك الوقت، عمل اثنا عشر دبلوماسيًا مختلفًا رسميًا كأمين عام. وقد مثلت ثماني دول، ثلاثة أمناء عامين من المملكة المتحدة، وثلاثة من هولندا، واثنان من بلجيكا، وواحد من إيطاليا، وواحد من ألمانيا، وواحد من إسبانيا، وواحد من الدنمارك وواحد من النرويج. كما تم شغل المنصب مؤقتًا في ثلاث مناسبات من قبل القائم بأعمال الأمين العام بين التعيينات.
|  |  |  |

| No. | الصورة                  | الاسم                                       | Took office      | Left office      | Time in office     | Previous office                               | الدولة          |
| --- | ----------------------- | ------------------------------------------- | ---------------- | ---------------- | ------------------ | --------------------------------------------- | --------------- |
| 1   | Hastings Ismay          | General Hastings Ismay (1887–1965)          | 24 March 1952    | 16 May 1957      | 5 سنوات و53 أيام   | Secretary of State for Commonwealth Relations | المملكة المتحدة |
| 2   | بول هنري سباك           | بول هنري سباك (1899–1972)                   | 16 May 1957      | 21 April 1961    | 3 سنوات و340 أيام  | رئيس وزراء بلجيكا                             | بلجيكا          |
| 3   | ديرك ستيكس [لغات أخرى]‏  | ديرك ستيكس ‏ (1897–1979)                     | 21 April 1961    | 1 August 1964    | 3 سنوات و102 أيام  | Minister of Foreign Affairs                   | هولندا          |
| 4   | Manlio Brosio           | Manlio Brosio (1897–1980)                   | 1 August 1964    | 1 October 1971   | 7 سنوات و61 أيام   | Ambassador to the United Kingdom              | إيطاليا         |
| 5   | جوزيف لونس [لغات أخرى]‏  | مساعد (رتبة عسكرية) جوزيف لونس ‏ (1911–2002) | 1 October 1971   | 25 June 1984     | 12 سنوات و268 أيام | Minister of Foreign Affairs                   | هولندا          |
| 6   | Peter Carington         | Major Peter Carington (1919–2018)           | 25 June 1984     | 1 July 1988      | 4 سنوات و6 أيام    | وزير الدولة للشؤون الخارجية وشؤون الكومنولث ‏  | المملكة المتحدة |
| 7   | مانفريد فورنر           | مانفريد فورنر (1934–1994)                   | 1 July 1988      | 13 August 1994 † | 6 سنوات و43 أيام   | وزير الدفاع                                   | ألمانيا         |
| –   | Sergio Balanzino        | Sergio Balanzino (1934–2018) Acting         | 13 August 1994   | 17 October 1994  | 65 أيام            | Deputy Secretary General of NATO              | إيطاليا         |
| 8   | ويلي كلايس              | ويلي كلايس (ولد 1938)                       | 17 October 1994  | 20 October 1995  | 1 سنة و3 أيام      | Minister of Foreign Affairs                   | بلجيكا          |
| –   | Sergio Balanzino        | Sergio Balanzino (1934–2018) Acting         | 20 October 1995  | 5 December 1995  | 46 أيام            | Deputy Secretary General of NATO              | إيطاليا         |
| 9   | خافيير سولانا           | خافيير سولانا (ولد 1942)                    | 5 December 1995  | 14 October 1999  | 3 سنوات و313 أيام  | Minister of Foreign Affairs                   | إسبانيا         |
| 10  | George Robertson        | George Robertson (ولد 1946)                 | 14 October 1999  | 17 December 2003 | 4 سنوات و64 أيام   | وزير الدولة لشؤون الدفاع [الإنجليزية]         | المملكة المتحدة |
| –   | Alessandro Minuto-Rizzo | Alessandro Minuto-Rizzo (ولد 1940) Acting   | 17 December 2003 | 1 January 2004   | 15 أيام            | Deputy Secretary General of NATO              | إيطاليا         |
| 11  | Jaap de Hoop Scheffer   | ملازم ثاني Jaap de Hoop Scheffer (ولد 1948) | 1 January 2004   | 1 August 2009    | 5 سنوات و212 أيام  | Minister of Foreign Affairs                   | هولندا          |
| 12  | Anders Fogh Rasmussen   | Anders Fogh Rasmussen (ولد 1953)            | 1 August 2009    | 1 October 2014   | 5 سنوات و61 أيام   | رئيس وزراء الدنمارك                           | الدنمارك        |
| 13  | ينس ستولتنبرغ           | ينس ستولتنبرغ (ولد 1959)                    | 1 October 2014   | Incumbent        | 10 سنوات و165 أيام | رئيس وزراء النرويج                            | النرويج         |

## الملاحظات
1. ↑  Stikker resigned from his position a year early due to poor health.[19]
2. ↑  Wörner died in office on August 13, 1994, of cancer. The Deputy Secretary General, Sergio Balanzino, took over his daily responsibilities for the last several months on his life and then became acting Secretary General upon his death until the appointment of Willy Claes.[20]
3. ↑  Claes resigned as Secretary General after a رشوة scandal, centering on his actions in the Belgian cabinet in the 1980s. After his resignation, Deputy Secretary General Sergio Balanzino served as acting Secretary General until the appointment of Javier Solana.[21]
4. ↑  George Robertson announced in January 2003 that he would be stepping down in December.[22] Jaap de Hoop Scheffer was selected as his successor, but could not assume the office until January 2004 because of his commitment in the Dutch Parliament.[23] Robertson was asked to extend his term until Scheffer was ready, but declined, so Minuto-Rizzo, the Deputy Secretary General, took over in the interim.
5. ↑  Scheffer was named Secretary General of NATO effective January 1, 2004,[24] but he did not take office until January 5, 2004.[25][26]

1. ↑  "Nato names Stoltenberg next chief". بي بي سي. 28 مارس 2014. مؤرشف من الأصل في 2018-06-30. اطلع عليه بتاريخ 2014-03-28.
2. ↑  "The North Atlantic Treaty". مؤرشف من الأصل في 2022-06-05.
3. ↑  Ismay، Lord. "NATO-The first 5 years 1949-1954". ص. 24. مؤرشف من الأصل في 2022-03-12.
4. ↑  Ismay, p. 28
5. ↑  "15th - 18th May: London". NATO Final Communiques 1949-1974. NATO Information Service. 1949. ص. 56.
6. ↑  Ismay, p. 31
7. ↑  Ismay, p. 37
8. ↑  Ismay, p. 41
9. ↑  Ismay, p.44
10. ↑  Ismay, p.46
11. ↑  Ismay, p. 48
12. ↑  "RESOLUTION ON THE APPOINTEMENT OF LORD ISMAY". مؤرشف من الأصل في 2020-08-07.
13. ↑  Daniel، Clifton (13 مارس 1952). "Ismay Named Civilian Chief of Atlantic Pact Organization". نيويورك تايمز.
14. ↑  Fedder, p. 10
15. ↑  Brosio, p. 39
16. ↑  "Spaak for Ismay". واشنطن بوست. 16 ديسمبر 1956.
17. ↑  "11th-14th December: Paris". NATO Final Communiques 1949-1974. NATO Information Service. 1949. ص. 104.
18. ↑  "President Welcomes NATO Secretary General to the White House". The White House. 20 مارس 2006. مؤرشف من الأصل في 2021-05-08. اطلع عليه بتاريخ 2008-04-13.
19. ↑  Cook، Don (3 أبريل 1964). "Resignation announced by Stikker". واشنطن بوست.
20. ↑  Marshall، Andrew (15 أغسطس 1994). "Hunt is on to find new Nato chief". ذي إندبندنت. London. مؤرشف من الأصل في 2022-05-10. اطلع عليه بتاريخ 2009-03-29.
21. ↑  Whitney، Craig (21 أكتوبر 1995). "Facing Charges, NATO Head Steps Down". نيويورك تايمز. مؤرشف من الأصل في 2022-06-07. اطلع عليه بتاريخ 2009-03-29.
22. ↑  Smith، Craig (23 يناير 2003). "NATO Secretary General to Leave His Post in December After 4 Years". The New York Times. مؤرشف من الأصل في 2020-11-17. اطلع عليه بتاريخ 2009-03-29.
23. ↑  "Jaap de Hoop Scheffer". Newsmakers. Thomson Gale. ع. 1. 1 يناير 2005.
24. ↑  Crouch، Gregory (23 سبتمبر 2003). "NATO Names a Dutchman To Be Its Secretary General". The New York Times. مؤرشف من الأصل في 2020-11-18. اطلع عليه بتاريخ 2009-03-29.
25. ↑  "NATO Chief Steps Down". The New York Times. 18 ديسمبر 2003. مؤرشف من الأصل في 2020-11-18. اطلع عليه بتاريخ 2009-03-29.
26. ↑  Crouch، Gregory (6 يناير 2004). "New NATO Chief Takes Over". The New York Times. مؤرشف من الأصل في 2022-06-07. اطلع عليه بتاريخ 2009-03-29.